# 加德纳海蛞蝓
加德纳海蛞蝓（Notodoris gardineri）是裸鰓類中的一個物种，它也是生活在熱帶地區印度洋-太平洋海域裡的一種晝行性腹足纲软体动物。 加德纳海蛞蝓體長10多厘米。生活在不同地方的加德纳海蛞蝓的顏色有些不同。生活在马尔代夫和拉克沙群島的加德纳海蛞蝓呈黑色，而且带有黄色斑点。其他地方的加德纳海蛞蝓呈黄色，而且带有黑色斑点。加德纳海蛞蝓主要以海绵为食。